# Cebrenninus
Cebrenninus es un género de arañas cangrejo de la familia Thomisidae. Fue descrito por el aracnólogo francés Eugène Simon en 1887.

## Especies
- Cebrenninus banten Benjamin, 2016
- Cebrenninus berau Benjamin, 2016
- Cebrenninus kalawitanus (Barrion & Litsinger, 1995)
- Cebrenninus magnus Benjamin, 2016
- Cebrenninus phaedrae Benjamin, 2016
- Cebrenninus rugosus Simon, 1887
- Cebrenninus schawalleri Benjamin, 2016
- Cebrenninus srivijaya Benjamin, 2011
- Cebrenninus striatipes (Simon, 1897)
- Cebrenninus tangi Benjamin, 2016